# Campionatul Central și Sud-American de Handbal Feminin din 2018
Campionatul Central și Sud-American de Handbal Feminin din 2018 a fost prima ediție a turneului organizat sub auspiciile Federației Internaționale de Handbal și s-a desfășurat la Maceió, în Brazilia, între 29 noiembrie și 4 decembrie 2018. Competiția a contat și ca turneu de calificare central și sud-american la Campionatul Mondial de Handbal Feminin din 2019. Finalistele turneului, Argentina și Brazilia, s-au calificat direct la competiția din 2019. Cea mai bună marcatoare a turneului a fost handbalista braziliană Mariana Costa, cu 25 de goluri.

## Săli
Competiția s-a desfășurat în sala Ginásio do SESI din cartierul Trapiche al orașului Maceió. În configurația normală, sala are o capacitate de 2.500 de locuri.

## Clasament
| Loc | Echipa       | MJ | V | E | Î | GM  | GP  | DG  | Pct | Calificare                   |
| --- | ------------ | -- | - | - | - | --- | --- | --- | --- | ---------------------------- |
| 1   | Brazilia (H) | 4  | 4 | 0 | 0 | 131 | 54  | +77 | 8   | Campionatul Mondial din 2019 |
| 2   | Argentina    | 4  | 3 | 0 | 1 | 108 | 92  | +16 | 6   | Campionatul Mondial din 2019 |
| 3   | Paraguay     | 4  | 1 | 0 | 3 | 97  | 116 | −19 | 2   |                              |
| 4   | Chile        | 4  | 1 | 0 | 3 | 71  | 116 | −45 | 2   |                              |
| 5   | Uruguay      | 4  | 1 | 0 | 3 | 80  | 109 | −29 | 2   |                              |

1. 1 2 3  Paraguay 2 puncte, +6 golaveraj; Chile 2 puncte, −2 diferență de goluri; Uruguay 2 puncte, −4 diferență de goluri

## Partide
Calendarul de mai jos respectă ora locală (UTC−3).
| 29 noiembrie 2018 17:00 | Argentina        | 28–26   | Paraguay     | Ginásio do SESI Trapiche, Maceió Asistență: 100 Arbitri: Lemos, Sosa |
| 29 noiembrie 2018 17:00 | Mendoza, Pizzo 6 | (16–16) | Fernández 10 | Ginásio do SESI Trapiche, Maceió Asistență: 100 Arbitri: Lemos, Sosa |
| 29 noiembrie 2018 17:00 | 5× 3× 1×         | Raport  | 4× 1×        | Ginásio do SESI Trapiche, Maceió Asistență: 100 Arbitri: Lemos, Sosa |

| 29 noiembrie 2018 19:00 | Chile  | 24–19 | Uruguay | Ginásio do SESI Trapiche, Maceió |
| 29 noiembrie 2018 19:00 | (13–9) |       |         | Ginásio do SESI Trapiche, Maceió |
| 29 noiembrie 2018 19:00 |        |       |         | Ginásio do SESI Trapiche, Maceió |

| 30 noiembrie 2018 17:00 | Chile  | 21–28 | Paraguay | Ginásio do SESI Trapiche, Maceió |
| 30 noiembrie 2018 17:00 | (9–12) |       |          | Ginásio do SESI Trapiche, Maceió |
| 30 noiembrie 2018 17:00 |        |       |          | Ginásio do SESI Trapiche, Maceió |

| 30 noiembrie 2018 19:00 | Brazilia | 28–9 | Uruguay | Ginásio do SESI Trapiche, Maceió |
| 30 noiembrie 2018 19:00 | (11–3)   |      |         | Ginásio do SESI Trapiche, Maceió |
| 30 noiembrie 2018 19:00 |          |      |         | Ginásio do SESI Trapiche, Maceió |

| 1 decembrie 2018 17:00 | Uruguay    | 25–31   | Argentina        | Ginásio do SESI Trapiche, Maceió Asistență: 400 Arbitri: Marques, Magalhães |
| 1 decembrie 2018 17:00 | Barreiro 7 | (10–16) | Casasola, Cavo 5 | Ginásio do SESI Trapiche, Maceió Asistență: 400 Arbitri: Marques, Magalhães |
| 1 decembrie 2018 17:00 | 3× 1×      | Raport  | 3× 2×            | Ginásio do SESI Trapiche, Maceió Asistență: 400 Arbitri: Marques, Magalhães |

| 1 decembrie 2018 19:00 | Brazilia | 39–9 | Chile | Ginásio do SESI Trapiche, Maceió |
| 1 decembrie 2018 19:00 | (17–6)   |      |       | Ginásio do SESI Trapiche, Maceió |
| 1 decembrie 2018 19:00 |          |      |       | Ginásio do SESI Trapiche, Maceió |

| 3 decembrie 2018 17:00 | Argentina | 30–17  | Chile    | Ginásio do SESI Trapiche, Maceió Asistență: 350 Arbitri: Lemos, Sosa |
| 3 decembrie 2018 17:00 | Cavo 5    | (12–8) | Flores 4 | Ginásio do SESI Trapiche, Maceió Asistență: 350 Arbitri: Lemos, Sosa |
| 3 decembrie 2018 17:00 | 1× 2×     | Raport | 4× 2× 1× | Ginásio do SESI Trapiche, Maceió Asistență: 350 Arbitri: Lemos, Sosa |

| 3 decembrie 2018 19:00 | Brazilia | 40–17 | Paraguay | Ginásio do SESI Trapiche, Maceió |
| 3 decembrie 2018 19:00 | (18–7)   |       |          | Ginásio do SESI Trapiche, Maceió |
| 3 decembrie 2018 19:00 |          |       |          | Ginásio do SESI Trapiche, Maceió |

| 4 decembrie 2018 17:00 | Paraguay | 26–27 | Uruguay | Ginásio do SESI Trapiche, Maceió |
| 4 decembrie 2018 17:00 | (12–11)  |       |         | Ginásio do SESI Trapiche, Maceió |
| 4 decembrie 2018 17:00 |          |       |         | Ginásio do SESI Trapiche, Maceió |

| 4 decembrie 2018 19:00 | Brazilia | 24–19   | Argentina | Ginásio do SESI Trapiche, Maceió Asistență: 3,500 Arbitri: Lemos, Sosa |
| 4 decembrie 2018 19:00 | Costa 6  | (15–10) | Mendoza 6 | Ginásio do SESI Trapiche, Maceió Asistență: 3,500 Arbitri: Lemos, Sosa |
| 4 decembrie 2018 19:00 | 3× 2×    | Raport  | 1×        | Ginásio do SESI Trapiche, Maceió Asistență: 3,500 Arbitri: Lemos, Sosa |

## Clasament și statistici
|  | Echipe calificate la Campionatul Mondial din 2019 |

| Loc | Echipă    |
| --- | --------- |
|     | Brazilia  |
|     | Argentina |
|     | Paraguay  |
| 4   | Chile     |
| 5   | Uruguay   |

| Poz. | Nume                    | Echipă   | Goluri |
| ---- | ----------------------- | -------- | ------ |
| 1    | Mariana Costa           | Brazilia | 25     |
| 2    | Martina Barreiro Guerra | Uruguay  | 24     |
| 3    | María Paula Fernández   | Paraguay | 23     |